# Agenda von Thessaloniki
Die sogenannte Agenda von Thessaloniki (im Englischen Thessaloniki Agenda und im Deutschen auch Versprechen von Thessaloniki genannt) ist eine Aussage im Abschlussdokument eines Europäischen Gipfeltreffens, das vom 19. bis zum 21. Juni 2003 in der Hotelanlage Porto Carras an der griechischen Ägäisküste stattfand. In diesem Dokument wurde den Staaten Mazedonien, Albanien, Kosovo, Serbien, Montenegro und Bosnien-Herzegowina die Perspektive eines Beitritts zur Europäischen Union zugesagt. Das Treffen wird häufig auch als Westbalkan-Gipfel (engl. Western Balkans Summit) bezeichnet. Da Porto Carras nur wenig bekannt ist, wurde der Sachverhalt nach dem etwa 120 Kilometer nordwestlich gelegenen Thessaloniki in den Medien bekannt.
Absatz zwei der Abschlusserklärung lautete:

„Die EU bekräftigt, dass sie die europäische Ausrichtung der westlichen Balkanstaaten vorbehaltlos unterstützt. Die Zukunft der Balkanstaaten liegt in der Europäischen Union. Die derzeitige Erweiterung und die Unterzeichnung des Vertrags von Athen im April 2003 sind für die westlichen Balkanstaaten Ansporn und Ermutigung, den selben erfolgreichen Weg zu beschreiten. Sie stehen nun vor einer großen Herausforderung: Sie müssen sich auf die Integration in die europäischen Strukturen, an deren Ende der Beitritt zur Europäischen Union steht, vorbereiten, indem sie die europäischen Normen übernehmen. Der Antrag Kroatiens auf Mitgliedschaft in der EU wird derzeit von der Kommission geprüft. Die Länder der Region haben es in der Hand, wie schnell sie dabei voranschreiten.“

Der Journalist Michael Martens schrieb 2012, dass die Gültigkeit der Agenda durch die „Krise der Eurozone“ „ernsthaft wie nie zuvor“ in Frage gestellt sei: Im Dezember 2012 habe Jean-Claude Juncker geäußert: „Im Moment habe ich keinen Kopf für die Erweiterung“. Die deutsche Bundeskanzlerin Angela Merkel sagte sinngemäß in einer Rede ebenfalls im Dezember 2012, dass nach der „voraussichtlichen“ Aufnahme Kroatiens als 28. Mitglied der EU „mit der Erweiterung erst einmal Schluss“ sei. Diese Aussagen hätten in den Staaten des Westbalkans große mediale Beachtung gefunden. Sie seien dort als eine „Aufhebung des Versprechens“ von Thessaloniki verstanden worden.
Eine Fortsetzung findet der Westbalkan-Gipfel 2003 in den Westbalkan-Konferenzen, die seit 2013 an wechselndem Ort stattfinden.